# Scioperi di aprile-maggio

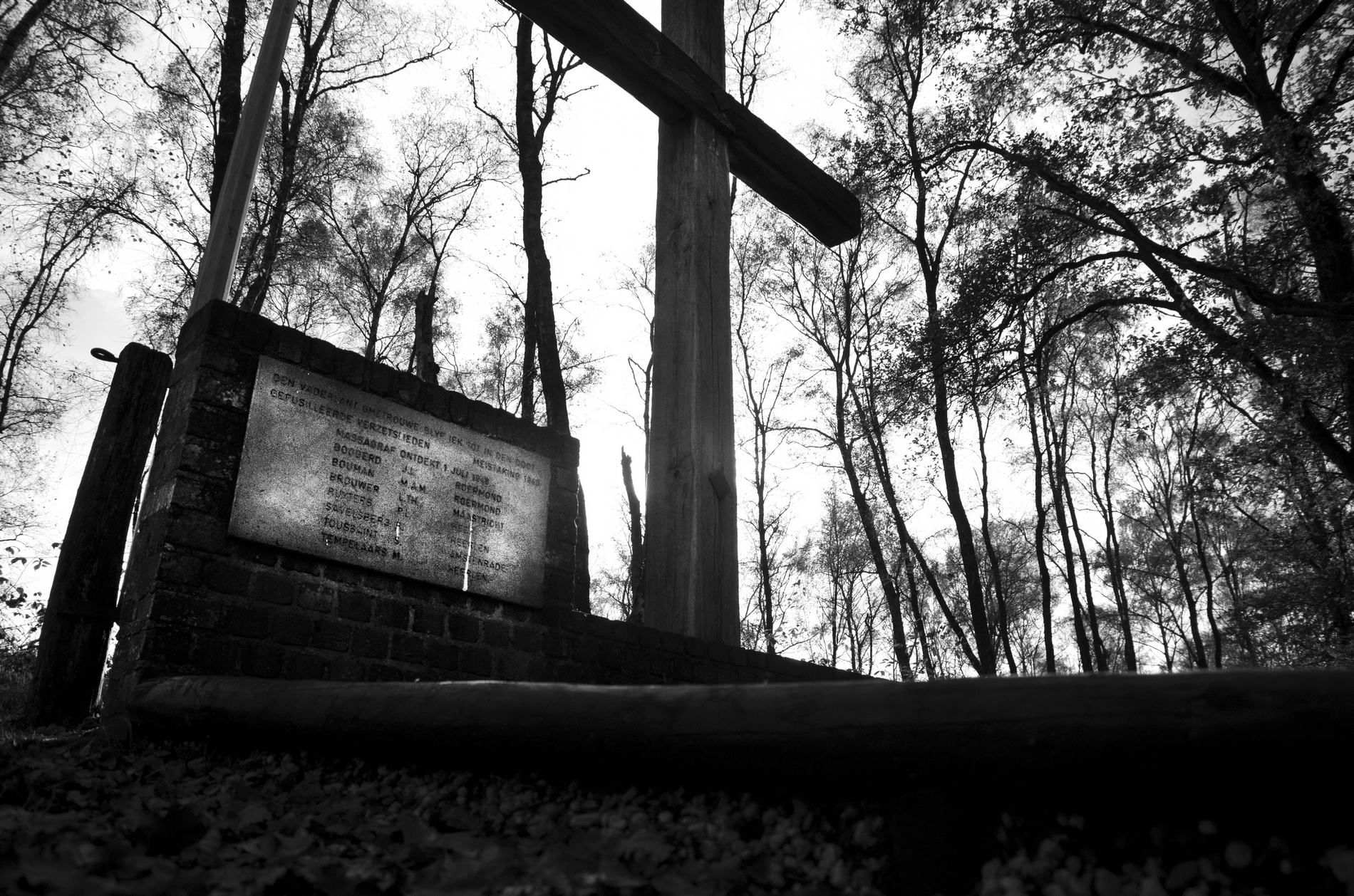
Fossa comune di combattenti della resistenza giustiziati May strike nel Limburgo, scoperta il 1º luglio 1948

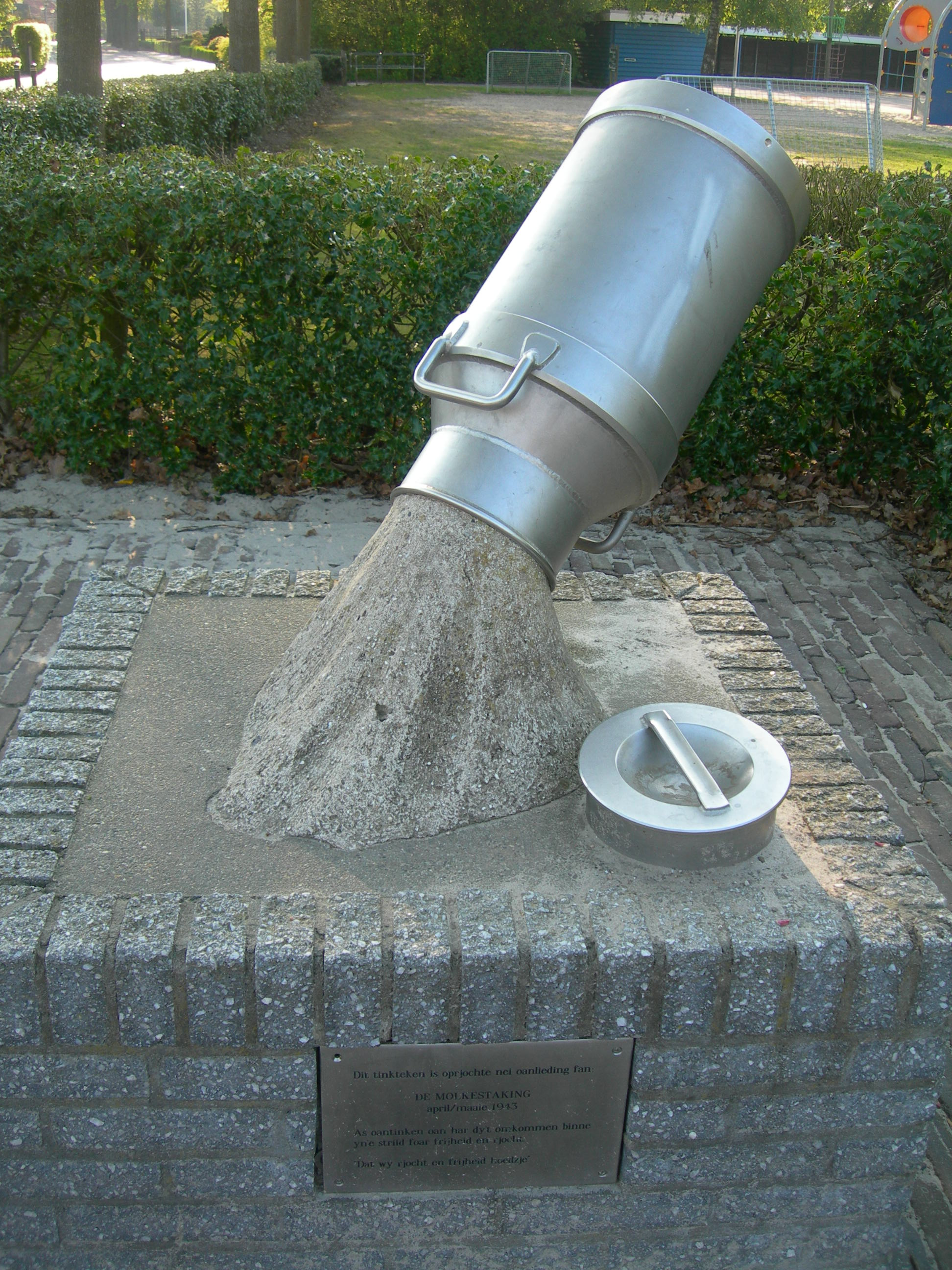
Monumento che commemora lo sciopero a Tietjerksteradeel

Gli scioperi di aprile-maggio (noti anche come sciopero del latte o sciopero minerario)  furono degli scioperi del lavoro in Frisia che si tennero il 30 aprile 1943 e furono una risposta all'annuncio dei tedeschi che i militari olandesi a cui era stato permesso di tornare a casa nel maggio 1940 dopo le ostilità, sarebbero stati nuovamente fatti prigionieri. Mai prima di allora così tante persone hanno partecipato a uno sciopero. I contadini in sciopero non fornirono più latte ai caseifici, ma lo gettarono nei fossi. Ecco perché quello sciopero, che scoppiò anche in altri luoghi dei Paesi Bassi, prese il nome di "sciopero del latte". Nella regione delle miniere nel Limburgo meridionale, lo sciopero è stato chiamato "sciopero minerario" e sostenuto dalla Chiesa cattolica romana. I tedeschi vi posero fine in modo crudele: fu introdotto l'obbligo di stare in piedi e chi continuava a picchettare poteva essere fucilato.

## Contesto
All'inizio della seconda guerra mondiale, nel maggio 1940, quando i tedeschi occuparono la Frisia, i frisoni di solito non si opponevano contro i tedeschi. C'erano alcuni gruppi della resistenza, ma di regola la vita di tutti i giorni andava avanti. Alla base aerea di Leeuwarden, ad esempio, i tedeschi riportarono il lavoro e questo fu molto gradito dopo la disoccupazione durante gli anni della crisi. Questo atteggiamento nei confronti dei tedeschi cambiò nel 1943: i gruppi della resistenza si ingrandirono e agli ebrei e alle persone che erano costrette a lavorare per i tedeschi veniva dato più facilmente un nascondiglio. I gruppi della resistenza hanno quindi svolto un ruolo importante anche nel 1944 quando il raid al Block House Gate colpì Leeuwarden. Molti combattenti della resistenza sono stati rilasciati senza che venisse sparato un colpo. I gruppi della resistenza hanno svolto inoltre un ruolo importante durante la liberazione da parte dei canadesi nel 1945. Così lo sciopero del latte del 1943 provocò un cambiamento in Frisia durante la seconda guerra mondiale.
Lo sciopero del latte del 1943 è incluso nel Canone della Frisia.